# Mőcsényi Mihály botanikus kert

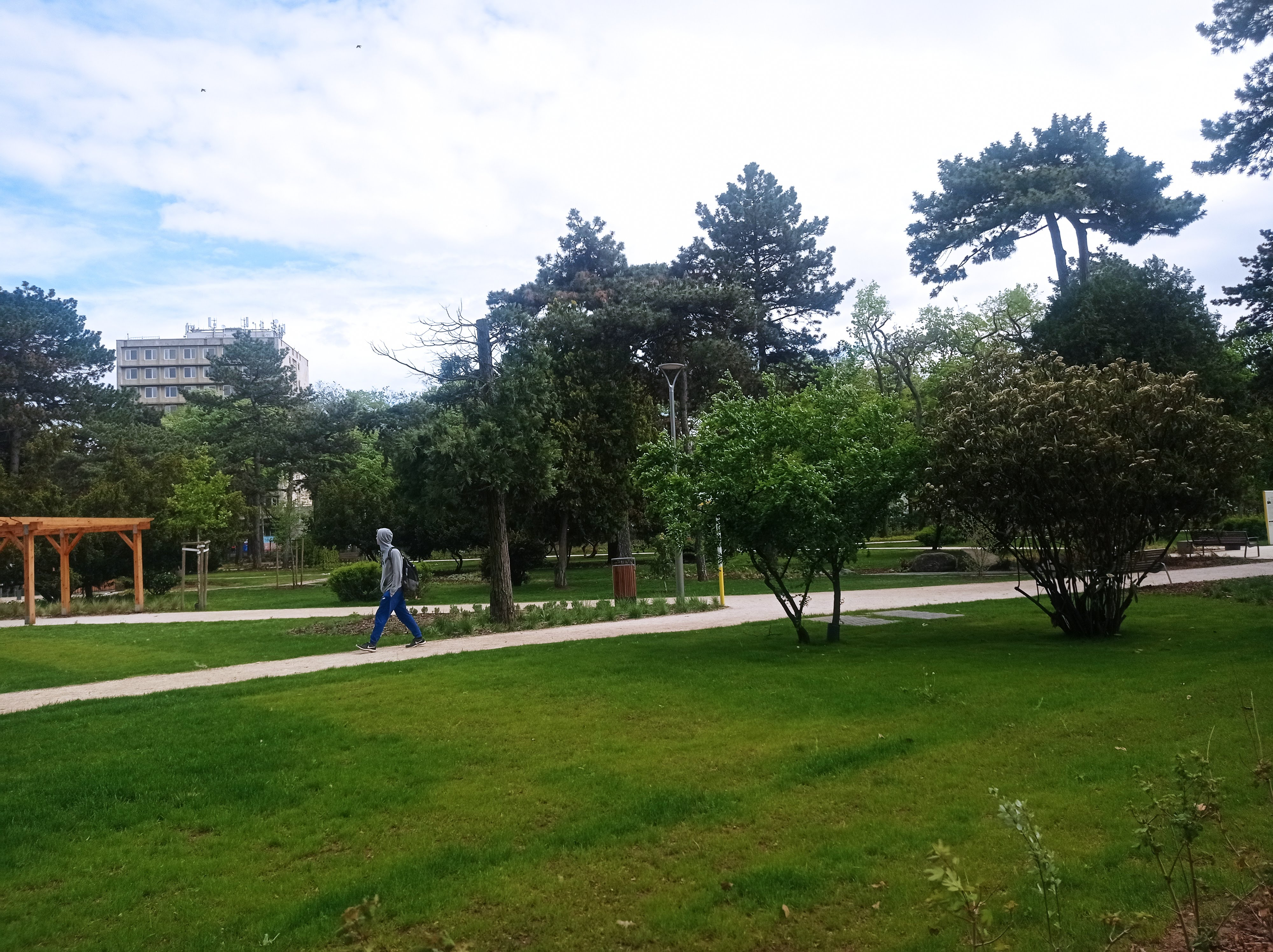
Mőcsényi Mihály botanikus kert

A Mőcsényi Mihály botanikus kertet a budapesti Városligetben alakították ki az ott már meglévő, régi botanikus kert felújításával. A Liget Budapest projekt keretében létrehozott botanikus kertet 2020-ban adták át. Névadója, Mőcsényi Mihály, Kossuth- és Széchenyi-díjas, magyar kertészmérnök és tájépítész, a hazai tájépítészeti oktatás egyik megalapozója volt.

## Előzmények
Eredetileg a Főkert (Fővárosi Kertészeti Nonprofit Zrt.) 100 éves jubileumára hozták létre a városligeti kis botanikus kertet 1967-ben, ahol a sok-sok virág mellett gyógy- és fűszernövényeket, gyümölcstermő- és konyhakerti növényeket, illetve vízi- és mocsári növényeket is láthattak az érdeklődők. A területen volt még egy esőkunyhó, csobogórendszer és két vízgyűjtő medence is, ám az ezredfordulóra az építmények és a növényzet állapota is nagyon leromlott.

## Újjászületés
A botanikus kertet az 1967-69-es tervek és az 1980-as keltezésű megvalósulási tervek alapján rehabilitálták a szakemberek. A felújítás során visszaállították az eredeti patak- és csobogórendszert, lugasokat építettek, 335 különböző növényfaj több mint 35 000 példányát ültették el a parkrészben, melyeket információs táblákkal: grafikákkal, magyarázatokkal is elláttak, hogy minden itt látható növényfajt és fajtát megismerhessenek az érdeklődők. Egy úgynevezett Kneipp-ösvényt is létesítettek, amelyen mezítláb lehet végigmenni, ezáltal javul a vérkeringés, testtartás és masszázsnak is beillik a séta. Középtájt az esőkunyhó helyén egy kis modern épületet találunk, amit vendéglátási és ismeretterjesztési funkcióval láttak el. A neves tájépítész, Mőcsényi Mihály már a parkfelújítás kezdeti fázisában, a pályázat kiírásában és a beérkező pályaművek elbírálásában is tevékenyen részt vett, végül róla nevezték el a felújított, kibővített botanikus kertet.